# Contea di Lianping
La contea di Lianping (连平县S, Liánpíng XiànP) è una contea della Cina, situata nella provincia del Guangdong e amministrata dalla prefettura di Heyuan.